# Скьёдт, Аннэус (младший)
Аннэус Скьёдт (норв. Annæus Schjødt; 13 февраля 1920, Акер, Акерсхус, Эстланд, Норвегия — 4 ноября 2014, Осло, Эстланд, Норвегия) — норвежский адвокат, военный деятель, бизнесмен, писатель.
Окончив школу, после начала Второй мировой войны Аннэус Скьёдт эмигрировал из Норвегии сначала в Канаду, а затем в Великобританию, где вступил в состав Королевских ВВС. Он принимал участие в воздушных боях над Европой, налетав в общей сложности более 650 часов на истребителе «Supermarine Spitfire». После окончания войны, Скьёдт стал успешным адвокатом, предпринимателем, общественным деятелем и писателем. Будучи удостоенным норвежских и британских наград, в том числе Ордена Британской империи, Аннэус скончался в 2014 году, не дожив 6 лет до столетнего юбилея.

## Биография

### Молодые годы и семья
Аннэус Скьёдт-младший родился 13 февраля 1920 года в Акере в семье адвоката Аннэуса Скьёдта-старшего (1888—1972) и Хедевиги Скьёдт, урождённой Петерсен (1892—1966). Он был внуком генерального прокурора Аннэуса Йоханнеса Скьёдта. Его сестра Карен Хедевиг Скьёдт была замужем за главным врачом Торстейном Гуте.
В 1938 году Аннэус сдал «examen artium» в школе города Рис.

### Военная карьера
После оккупации Норвегии нацистской Германией, Скьёдт был вынужден прервать получение своего юридического образования. В 1941 году он бежал через СССР в Канаду, где прошёл пилотную подготовку в тренировочном лагере «Маленькая Норвегия». Аннэус прослужил четыре года в ВВС Великобритании и Канады. Последние два года войны с 5 августа 1943 года Аннэус провёл в звании сержанта в качестве пилота-истребителя самолёта «Supermarine Spitfire» 331-го эскадрона Королевских ВВС, и в бесчисленных боевых вылетах над оккупированной Европой налетал около 650 часов. В 1944 году он совершил три оперативных полёта в ходе высадки в Нормандии. 22 мая 1945 года Скьёдт вернулся на норвежскую землю, и в Осло побывал на приёме у наследного принца Улафа. 1 августа Аннэус уволился с военной службы.

### Адвокат и бизнесмен
В 1947 году Аннэус Скьёдт получил степень кандидата закона. В 1948 году он начал работать в качестве помощника судьи, в 1949 году стал младшим адвокатом в юридической фирме своего отца, а в 1951 году — его партнером в фирме, представленной в нескольких крупных городах Норвегии. С 1953 года он работал адвокатом, имеющим доступ к материалам Верховного суда. В течение 1950-х и 1960-х годов семейная фирма стала одной из ведущих юридических компаний в Норвегии. Начиная с 1970 года после принятия издательского закона, Аннэус представлял интересы большого количества газет и издательских компаний в связи с вопросами, касающихся пределов свободы слова. В течение своей карьеры Скьёдт вёл несколько громких дел. Среди прочего, он был известен по разбирательствам нескольких случаев клеветы, которые заняли по его признанию «большое место в моей жизни», а также делу о фальсифицированной биографии Квислинга.
Особенно знаменитой стала его работа с Лиллехаммерским делом 1974 года — о убийстве марокканского официанта Ахмеда Буччики, в котором он был общественным защитником своей будущей жены Сильвии Рафаэль. В ходе судебного разбирательства выяснилось, что она была опытным агентом израильской разведки «Моссад», и, вероятно, приняла участие в нескольких операциях по устранению палестинских активистов в Европе. В феврале 1974 года она была приговорена к пяти с половиной годам лишения свободы за соучастие в убийстве, шпионаже в пользу иностранной державы и использование фальшивых паспортов. В мае 1975 года Рафаэль помилована по состоянию здоровья и выслана из Норвегии. В 1976 году она снова появилась в Норвегии, теперь уже замужем за Скьёдтом. В 1977 году она была снова изгнана из Норвегии, во многом из-за протеста со стороны бывшего министра обороны Йенса Кристиана Хауге. Два года спустя она получила вид на жительство, и в следующем году семья поселилась в Осло. В 1980 году Сильвии было предъявлено обвинение в соучастии в убийстве представителя ООП Ваиля Зуайтера в Риме в 1972 году, и по ходатайству она экстрадирована из Норвегии. Позднее все обвинения были сняты, а ходатайство отменено.
В это же время Скьёдт был членом правления Норвежской ассоциации адвокатов, председателем компаний «Hjemmet», «Knaben Molybdængruber», «Braathens SAFE», «Wittusen & Jensen», «Elektrokontakt», «Schibstedgruppen», «Bertel O. Steen», «Ingeniør F. Selmer», «Tostrupgaarden», «Hotel Bristol», «A. Johnson & Co.», «Avon Rubber», «Rank Xerox», «Forsikringsselskapet Minerva» и Forsikringsselskapet Viking.

### Последние годы
Аннэус вышел в отставку в 1992 году в возрасте 72 лет, и вместе с женой переехал в Преторию (ЮАР), где занялся гуманитарной деятельностью. В 2005 году Сильвия умерла от рака, и в 2006 году Скьёдт вернулся в Норвегию, а именно в Осло. Их брак был счастливым, но у них не было детей. После этого он не прекратил активной деятельности, являясь членом и председателем различных научных комитетов, выступая на публике, и написав несколько статей и книг. В связи с этим, после выхода его автобиографии «Mange liv» в 2004 году, Ассоциация адвокатов рассматривала вопрос о привлечении Скьёдта к дисциплинарной ответственности за нарушение конфиденциальности.
В июне 2014 года Скьёдт принял участие в праздновании 70-летия Нормандской высадки в Уистреаме (Франция), где встретился с королём Норвегии Харальдом V, получил новые награды и поучаствовал в открытии памятных мест вместе с другими шестью норвежскими ветеранами.
Аннэус Скьёдт скончался 4 ноября 2014 года в возрасте 94 лет в Осло.

## Личная жизнь
С 1947 по 1965 год он был женат на социальном работнике Сиссель Анкер Олсен (1927—1987), дочери Кристофера Анкера Олсена (1892—1962) и Ингеборг Хилле Финне (1902—1965), сестре Соссен Крог. С 1968 по 1976 год он был женат на Энн Маргрет Бак, дочери Бертеля Отто Стена (1876—1962) и Бодил Браатен (1891—?). После развода в 1976 году, он женился на агенте «Моссад» Сильвии Рафаэль (1937—2005), дочери Фердинанда Рафаэля (1886—1958) и Мириам Смит (1907—1993). От первого брака у Скьёдта было четверо детей.

## Награды
За свои военные заслуги Скьёдт был награждён Военной медалью, Медалью обороны 1940—1945 с розеткой, Медалью 70-летия Хокона VII. Также он был удостоен звания Кавалера Ордена Британской империи и награждён Звездой «1939—1945», Звездой европейских лётных экипажей и Медалью обороны.